# Championnats du monde juniors de patinage artistique 1979
Navigation
Édition précédente Édition suivante
Les Championnats du monde juniors de patinage artistique 1979 ont lieu du 27 mars au 4 avril 1979 à Augsbourg en Allemagne de l'Ouest. 

## Qualifications
Les patineurs sont éligibles à l'épreuve s'ils représentent une nation membre de l'Union internationale de patinage (International Skating Union en anglais) et s'ils ont moins de 19 ans avant le 1er juillet 1978, sauf pour les messieurs qui participent au patinage en couple et à la danse sur glace où l'âge maximum est de 21 ans. Les fédérations nationales sélectionnent leurs patineurs en fonction de leurs propres critères.
Sur la base des résultats des championnats du monde juniors 1978, l'Union internationale de patinage autorise chaque pays à avoir de une à trois inscriptions par discipline. 

## Podiums
| Épreuves                            | Or                                     | Argent                           | Bronze                      |
| ----------------------------------- | -------------------------------------- | -------------------------------- | --------------------------- |
| Messieurs résultats détaillés       | Vitali Egorov                          | Bobby Beauchamp                  | Alexandre Fadeïev           |
| Dames résultats détaillés           | Elaine Zayak                           | Manuela Ruben                    | Jacki Farrell               |
| Couples résultats détaillés         | Veronika Pershina / Marat Akbarov      | Larisa Seleznyova / Oleg Makarov | Lorri Baier / Lloyd Eisler  |
| Danse sur glace résultats détaillés | Tatiana Durasova / Sergueï Ponomarenko | Elena Batanova / Andrei Antonov  | Kelly Johnson / Kris Barber |

## Tableau des médailles
| Rang  | Nation               | Or | Argent | Bronze | Total |
| ----- | -------------------- | -- | ------ | ------ | ----- |
| 1     | Union soviétique     | 3  | 2      | 1      | 6     |
| 2     | États-Unis           | 1  | 1      | 1      | 3     |
| 3     | Allemagne de l'Ouest | 0  | 1      | 0      | 1     |
| 4     | Canada               | 0  | 0      | 2      | 2     |
| Total | Total                | 4  | 4      | 4      | 12    |

## Détails des compétitions

### Messieurs
| Rang | Nom                  | Nation               | Places | Points | Fig. impo. | Prog. court | Prog. libre |
| ---- | -------------------- | -------------------- | ------ | ------ | ---------- | ----------- | ----------- |
| 1    | Vitali Egorov        | Union soviétique     |        |        |            |             |             |
| 2    | Bobby Beauchamp      | États-Unis           |        |        |            |             |             |
| 3    | Alexandre Fadeïev    | Union soviétique     |        |        |            |             |             |
| 4    | Falko Kirsten        | Allemagne de l'Est   |        |        |            |             |             |
| 5    | Ivan Králík          | Tchécoslovaquie      |        |        |            |             |             |
| 6    | Grzegorz Filipowski  | Pologne              |        |        |            |             |             |
| 7    | James Santee         | États-Unis           |        |        |            |             |             |
| 8    | Fernand Fédronic     | France               |        |        |            |             |             |
| 9    | Lars Åkesson         | Suède                |        |        |            |             |             |
| 10   | Oliver Höner         | Suisse               |        |        |            |             |             |
| 11   | Raimund Volker       | Allemagne de l'Ouest |        |        |            |             |             |
| 12   | Pierre-Michel Seveno | France               |        |        |            |             |             |
| 13   | Brad Maclean         | Canada               |        |        |            |             |             |
| 14   | Darin Mathewson      | Canada               |        |        |            |             |             |
| 15   | Thomas Hlavik        | Autriche             |        |        |            |             |             |
| 16   | Josef Šenk           | Tchécoslovaquie      |        |        |            |             |             |
| 17   | Thomas Wieser        | Allemagne de l'Ouest |        |        |            |             |             |
| 18   | Eric Krol            | Belgique             |        |        |            |             |             |
| 19   | Thierry Michels      | Luxembourg           |        |        |            |             |             |
| 20   | Mark Basto           | Australie            |        |        |            |             |             |
| 21   | Fernando Soria       | Espagne              |        |        |            |             |             |
| 22   | Fini Ravn            | Danemark             |        |        |            |             |             |
| 23   | Cameron Medhurst     | Australie            |        |        |            |             |             |
| 24   | Damir Velnić         | Yougoslavie          |        |        |            |             |             |

### Dames
| Rang | Nom                  | Nation               | Places | Points | Fig. impo. | Prog. court | Prog. libre |
| ---- | -------------------- | -------------------- | ------ | ------ | ---------- | ----------- | ----------- |
| 1    | Elaine Zayak         | États-Unis           |        |        |            |             |             |
| 2    | Manuela Ruben        | Allemagne de l'Ouest |        |        |            |             |             |
| 3    | Jacki Farrell        | États-Unis           |        |        |            |             |             |
| 4    | Daniela Massanneck   | Allemagne de l'Ouest |        |        |            |             |             |
| 5    | Petra Schruf         | Autriche             |        |        |            |             |             |
| 6    | Kay Thomson          | Canada               |        |        |            |             |             |
| 7    | Andrea Rohm          | Autriche             |        |        |            |             |             |
| 8    | Svetlana Frantsuzova | Union soviétique     |        |        |            |             |             |
| 9    | Tatiana Mikhailova   | Union soviétique     |        |        |            |             |             |
| 10   | Simona Misovkova     | Tchécoslovaquie      |        |        |            |             |             |
| 11   | Vicki Holland        | Australie            |        |        |            |             |             |
| 12   | Yukiko Okabe         | Japon                |        |        |            |             |             |
| 13   | Alison Southwood     | Royaume-Uni          |        |        |            |             |             |
| 14   | Béatrice Farinacci   | France               |        |        |            |             |             |
| 15   | Karin Telser         | Italie               |        |        |            |             |             |
| 16   | Lisbeth Berckmans    | Belgique             |        |        |            |             |             |
| 17   | Hanne Gamborg        | Danemark             |        |        |            |             |             |
| 18   | Herma van der Horst  | Pays-Bas             |        |        |            |             |             |
| 19   | Sandra Cariboni      | Suisse               |        |        |            |             |             |
| 20   | Catharina Lindgren   | Suède                |        |        |            |             |             |
| 21   | Nevenka Lisak        | Yougoslavie          |        |        |            |             |             |
| 22   | Cristina Haas        | Espagne              |        |        |            |             |             |
| 23   | Kathy Lindsay        | Nouvelle-Zélande     |        |        |            |             |             |

### Couples
| Rang | Nom                                  | Nation           | Places | Points | Prog. court | Prog. libre |
| ---- | ------------------------------------ | ---------------- | ------ | ------ | ----------- | ----------- |
| 1    | Veronika Pershina / Marat Akbarov    | Union soviétique |        |        |             |             |
| 2    | Larisa Seleznyova / Oleg Makarov     | Union soviétique |        |        |             |             |
| 3    | Lorri Baier / Lloyd Eisler           | Canada           |        |        |             |             |
| 4    | Beth Flora / Ken Flora               | États-Unis       |        |        |             |             |
| 5    | Danelle Porter / Burt Lancon         | États-Unis       |        |        |             |             |
| 6    | Marina Gurieva / Vladimir Radchenko  | Union soviétique |        |        |             |             |
| 7    | Kathia Dubec / Xavier Douillard      | France           |        |        |             |             |
| 8    | Rosemary Sweeney / Daniel Salera     | États-Unis       |        |        |             |             |
| 9    | Susan Garland / Robert Daw           | Royaume-Uni      |        |        |             |             |
| 10   | Ingrid Ženatá / René Novotný         | Tchécoslovaquie  |        |        |             |             |
| 11   | Svetlana Paliderová / Peter Bendicac | Tchécoslovaquie  |        |        |             |             |
| 12   | Gaby Galambos / Jorg Galambos        | Suisse           |        |        |             |             |

### Danse sur glace
| Rang | Nom                                    | Nation               | Places | Points | Danses imposées | Danse libre |
| ---- | -------------------------------------- | -------------------- | ------ | ------ | --------------- | ----------- |
| 1    | Tatiana Durasova / Sergueï Ponomarenko | Union soviétique     |        |        |                 |             |
| 2    | Elena Batanova / Andrei Antonov        | Union soviétique     |        |        |                 |             |
| 3    | Kelly Johnson / Kris Barber            | Canada               |        |        |                 |             |
| 4    | Judit Péterfy / Csaba Bálint           | Hongrie              |        |        |                 |             |
| 5    | Elisa Spitz / Stanley Makman           | États-Unis           |        |        |                 |             |
| 6    | Elke Kwiet / Dieter Kwiet              | Allemagne de l'Ouest |        |        |                 |             |
| 7    | Oksana Gusakova / Genrikh Sretenski    | Union soviétique     |        |        |                 |             |
| 8    | Paola Casalotti / Sergio Ceserani      | Italie               |        |        |                 |             |
| 9    | Maria Kniffer / Manfred Hübler         | Autriche             |        |        |                 |             |
| 10   | Catherine Coudert / Jean-Bernard Hamel | France               |        |        |                 |             |
| 11   | Iwona Bielas / Jacek Jasiaczek         | Pologne              |        |        |                 |             |
| 12   | Birgit Rothe / Rolf Rothe              | Allemagne de l'Ouest |        |        |                 |             |
| 13   | Petra Born / Rainer Schönborn          | Allemagne de l'Ouest |        |        |                 |             |
| 14   | Alison Wilson / Victor Farrow          | Royaume-Uni          |        |        |                 |             |
| 15   | Sophie Schmidt / Eric Desplats         | France               |        |        |                 |             |
| 16   | Isabella Micheli / Roberto Modoni      | Italie               |        |        |                 |             |
| 17   | Monica Bernasconi / Raffaele Modoni    | Italie               |        |        |                 |             |
| 18   | Karan Giles / Russell Green            | Royaume-Uni          |        |        |                 |             |
| 19   | Esther Guiglia / Roland Mader          | Suisse               |        |        |                 |             |
| 20   | Brennice Coates / Leslie Boroczky      | Australie            |        |        |                 |             |
| 21   | Natascha Devisch / Jan Tack            | Belgique             |        |        |                 |             |